# Thomas Hartmann (Theologe)
Thomas Hartmann (* 18. Dezember 1548 in Lützen; † 23. November 1609 in Eisleben) war ein deutscher evangelischer Theologe und Kirchenlieddichter. 
Er stammte aus dem Stift Merseburg und wurde 1599 Archidiakon in Eisleben in der Grafschaft Mansfeld.
Aus seiner Feder stammen 40 Kirchenlieder, die er im Eigenverlag publizierte. Am weitesten Verbreitung fand sein Lied Wir danken dir, Herr Jesu Christ, dass du vom Tod erstanden bist (EG 107).